# Helicostylis scabra
Helicostylis scabra là một loài thực vật có hoa trong họ Moraceae. Loài này được (J.F.Macbr.) C.C.Berg mô tả khoa học đầu tiên năm 1969.